# Cucuteni
Cucuteni é uma comuna romena localizada no distrito de Iaşi, na região de Moldávia. A comuna possui uma área de 28.22 km² e sua população era de 1353 habitantes segundo o censo de 2007.